# Cúpula lunar

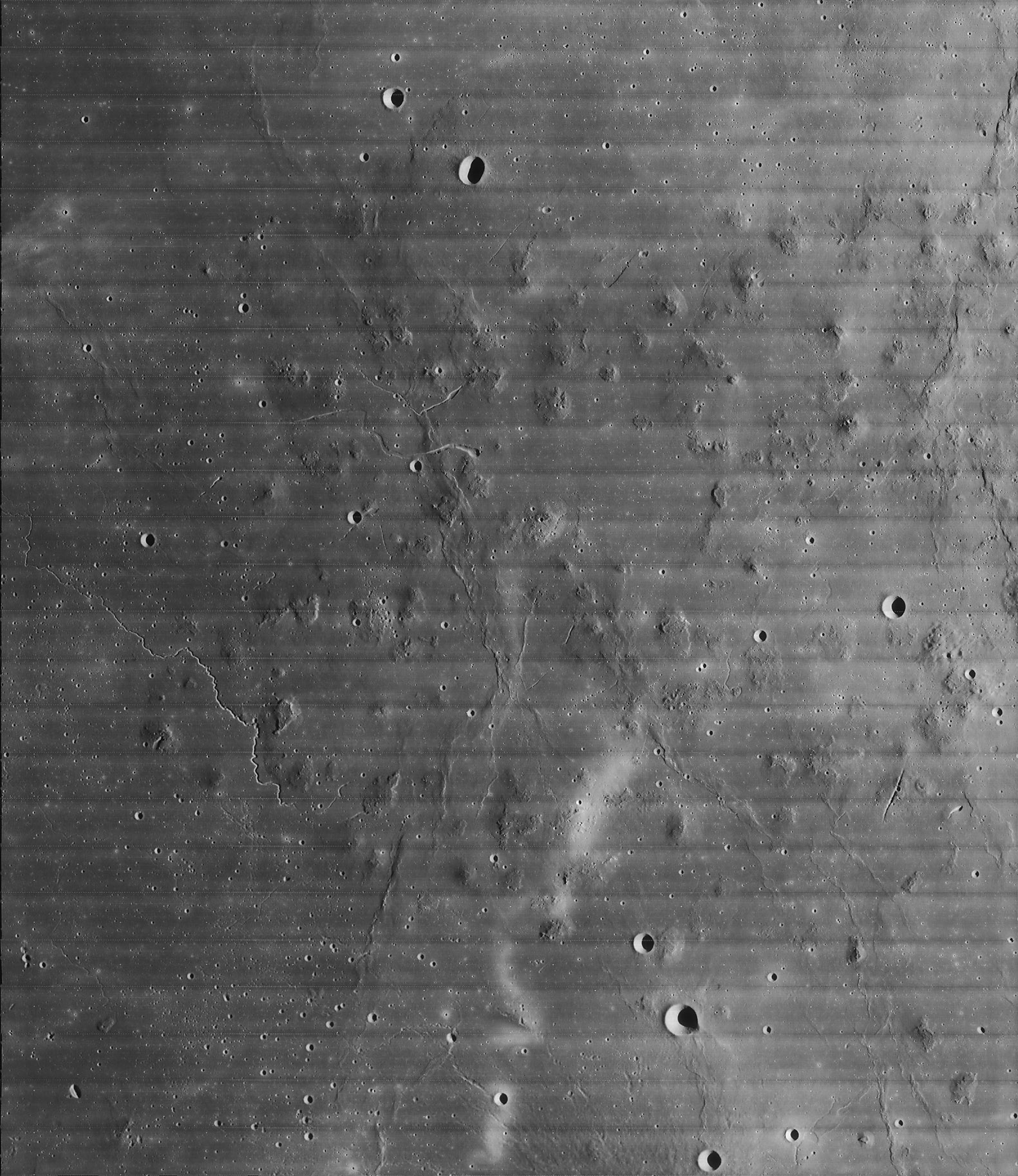
Camp de doms de Marius, amb més de 300 formacions.

Una cúpula o dom lunar és una àrea elevada de la superfície de la Lluna més o menys circular, de perfil cònic, amb una inclinació que normalment no supera els 5 graus. Solen tenir una extensió en general de 8-12 km de diàmetre, però poden ser de fins a més de 20 km, la seva elevació oscil·la habitualment entre 100-300 m. A vegades poden tenir un o més cràters en el seu cim.

## Origen
Es creu que l'origen dels doms és volcànic, així com els volcans en escut de la Terra. Els doms podrien formar-se quan la lava que surt per la xemeneia és relativament viscosa i de no gaire alta temperatura, això origina que no es desplaci molt lluny del punt d'origen i es refredi ràpidament, formant així un petit "pujol". Es creu, a més, que les erupcions havien de tenir durades relativament curtes i que havien d'estar intercalades amb petits episodis d'erupció de cendra, per permetre el posterior refredament i apilament de capes successives fins a formar el dom. El cràter central que alguns doms presenten en el seu cim es forma quan el magma deixa de sortir i es produeix un col·lapse al voltant de la xemeneia, com a resultat del refredament i la contracció del tap de lava que queda en la boca del dom.

## Classificació

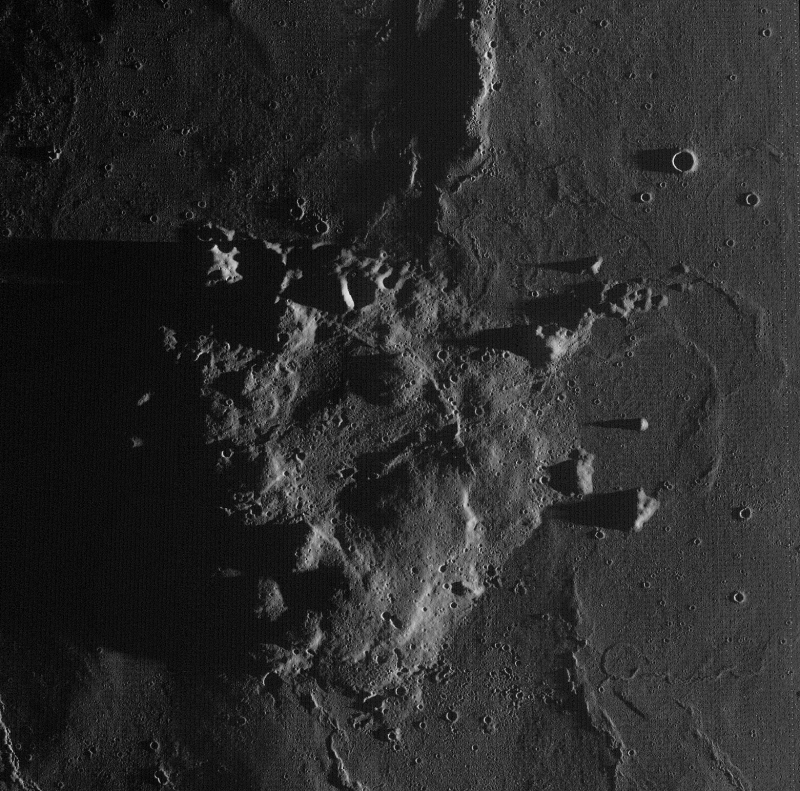
Mons Rümker, concentració d'uns 30 doms.

Els doms poden dividir-se en dos grans grups, no només atenent a la seva ubicació sinó també a la seva pròpia naturalesa:
- Doms de mare, es troben en els mars lunars o a l'interior de cràters inundats, que amb un nombre d'al voltant de 600 són la immensa majoria, sent els més fàcils d'observar. La seva coloració és tant o més fosca que la dels mars. Generalment es presenten en grups, que poden compondre's d'un parell o fins a desenes de doms, però també hi ha molts aïllats. Estarien formats principalment per basalts.

- Doms de terres altes, es tenen registrats al voltant de 20, situats a les muntanyes lunars. La dificultat per distingir-los es deu al fet que posseeixen una lluentor superficial major que els doms de mare, la qual cosa els confon amb les muntanyes i amb la rugositat del relleu que els envolta. Es creu que aquests doms són molt antics, anteriors a la formació de gran part dels mars (3,9 giga anys). La seva composició química seria diferent a la dels basalts de mare.[1][2]

## Doms destacats
La Unió Astronòmica Internacional no té assignats noms específics als doms, per la qual cosa solen rebre el nom de l'accident geogràfic més proper.
Entre els nombrosos doms localitzats es poden destacar el camp de doms de Marius; Mons Rümker (aglomeració de doms); Mons Gruithuisen Gamma; els doms de Hortensius i Milichius Pi; Tobias Mayer; Gambart C; Kies Pi; Cauchy Tau i Omega; Beer; Mairan T; Lansberg D; i Arago Alfa i Beta.

## Exemples

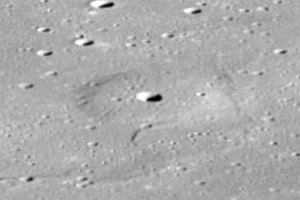
Omega Cauchy, amb el petit cràter Donna al cim, Mare Tranquillitatis
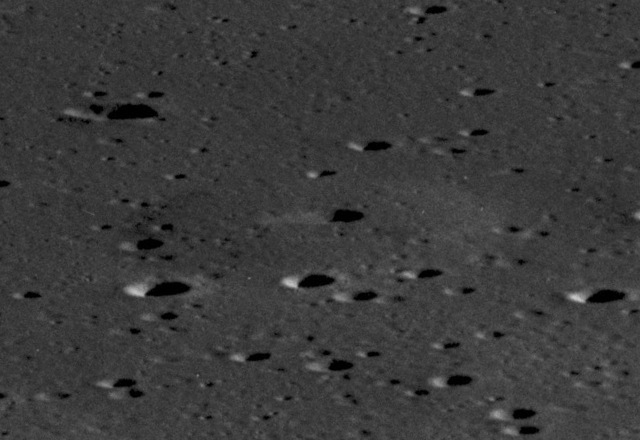
Vista obliqua del nord de la cúpula Sinas, Mare Tranquillitatis
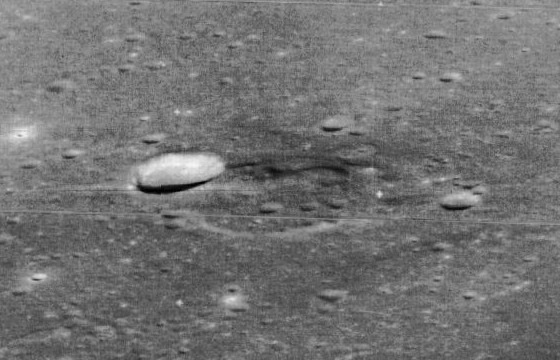
Vista obliqua de la cúpula lunar prop de Messier a Mare Fecunditatis. Observeu els dipòsits de 'halo' fosc. El cràter de l'esquerra del centre no està relacionat (format després de la cúpula).
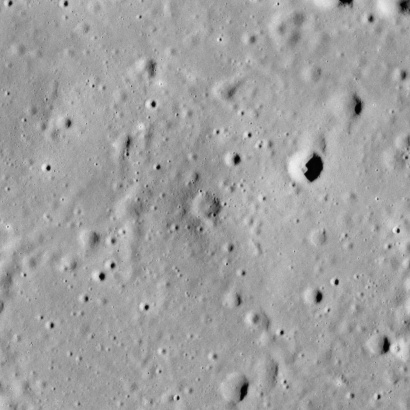
Dom lunar al sud de Beer, Mare Imbrium
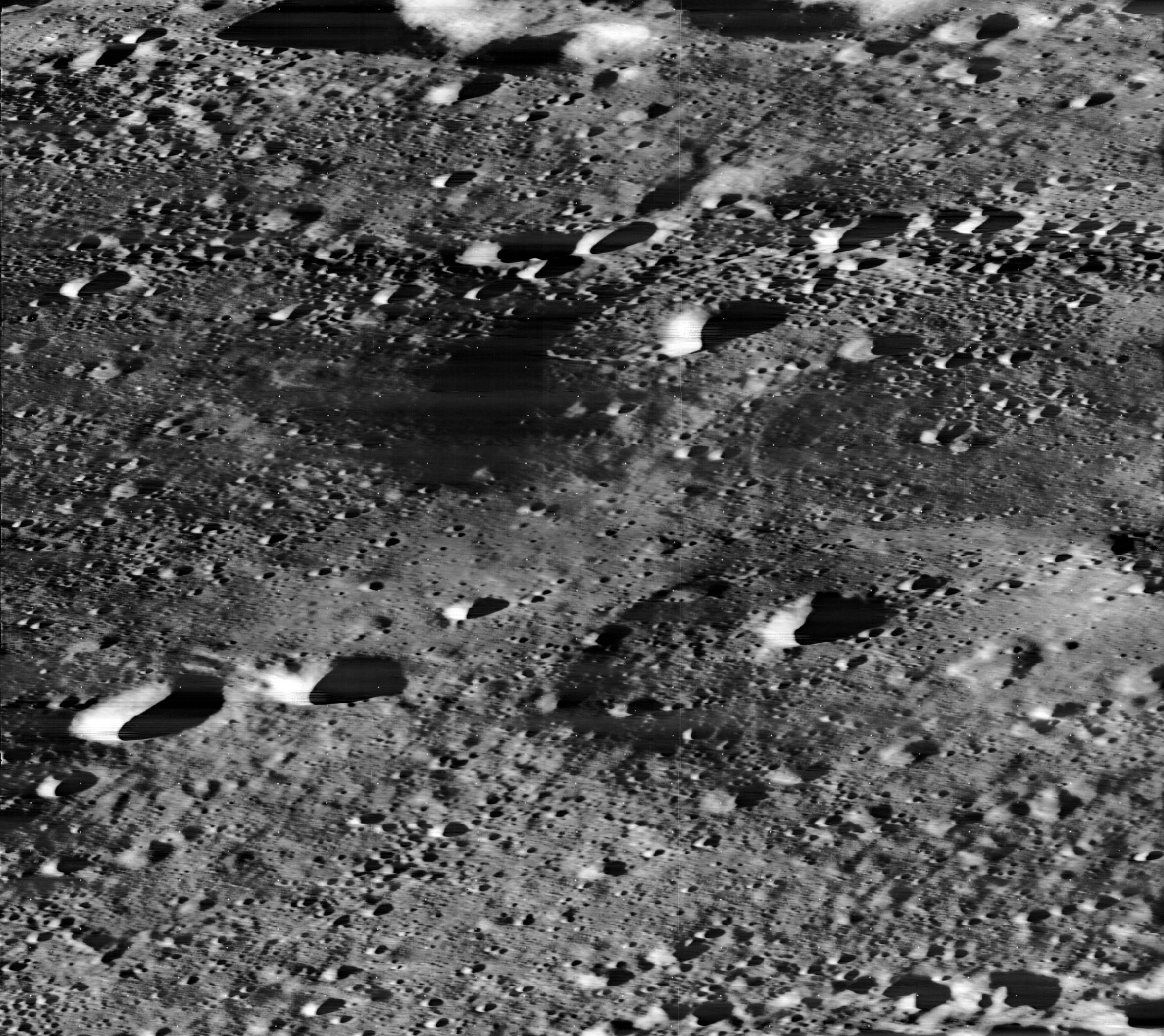
Vista obliqua de tres dels sis doms lunars al nord de Hortensius, des del Lunar Orbiter 3